# Pavel Vladimirovič Argeev
Pavel Vladimirovič Argeev, in russo Павел Владимирович Аргеев? (Jalta, 1º marzo 1887 – Trutnov, 30 ottobre 1922), è stato un ufficiale russo, asso dell'aviazione con 15 abbattimenti confermati durante la prima guerra mondiale.

## Biografia
Era il figlio di Vladimir Akimovič Argeev, un ingegnere di navi a vapore.

### Carriera
Si laureò presso l'accademia militare di Odessa nel 1907 e al College di Odessa nel 1909 ed entrò a far parte dell'Esercito imperiale russo come sergente nel 184º reggimento di fanteria a Varsavia. Fu promosso tenente nel 1912 e trasferito al 29º Reggimento di Fanteria Chernigov, dove venne promosso a tenente colonnello.
Nel 1914, allo scoppio della prima guerra mondiale, Argeev si dimise dall'esercito dopo aver rifiutato di eseguire una punizione su un soldato che riteneva immeritata e si trasferì in Francia, dove si arruolò nella Legione straniera francese con il grado di tenente il 12 settembre 1914. Come per molti aviatori, scelse di arruolarsi nella fanteria. Egli è stato assegnato al 131º Reggimento di Fanteria e partecipò alla battaglia della Marna, dove riportò un trauma cranico, ma ritornò al fronte nel mese di ottobre.
Nel gennaio 1916 fece richiesta di trasferimento al Armée de l'air dove fu arruolato come pilota il 30 gennaio 1916; combattendo sul fronte occidentale, ottenne 15 vittorie aeree confermate divenendo così asso dell'aviazione. Dopo aver accumulato ore di volo con Escadrille N48, tornò in Russia ed venne nominato capitano della Aviazione imperiale russa.
Nel maggio 1918, durante la rivoluzione russa, Argeev tornò in Francia a causa degli atteggiamenti ostili dei bolscevichi verso il corpo degli ufficiali dello zar. Arruolatosi ancora una volta nel Armée de l'air venne assegnato a Escadrille SPA. 124, dove avrebbe trascorso il resto della guerra.

### Morte
Riluttante a tornare nell'URSS, continuò a volare come pilota collaudatore e morì all'età di 35 anni il 20 ottobre 1922 nei pressi di Trutnov quando il suo aereo si schiantò sulle montagne dei Sudeti.